# Райли, Чарлз Валентайн
Чарльз Валентайн Райли (Charles Valentine Riley, 1843—1895) — выдающийся американский энтомолог.

## Биография
Воспитывался во Франции и в Германии. С детства отличался замечательной способностью рисовать акварелью насекомых. В 1860 году вернулся в Англию, а затем отправился в Северную Америку и поселился сначала в Иллинойсе, а затем в Чикаго, где занялся репортерством в «Evening» (переименованном в «Prairie Farmer»), причём вскоре стал главным его сотрудником по земледельческой ботанике и энтомологии. Впоследствии обнародовал свои исследования над метаморфозом насекомых.

## Научная карьера
В 1868 году приглашён штатом Миссури на специально для него созданный пост энтомолога (State Entomologist) в Сент-Луи. Затем совершил несколько поездок во Францию для изучения вредных для винограда насекомых. С 1878 года в Вашингтоне директор и профессор энтомологического отдела департамента земледелия. Райли считается одним из лучших знатоков вредных насекомых. Ему принадлежит заслуга применения паразитов вредных насекомых в борьбе с ними. Число научных работ Райли колоссально: по списку, изданному вашингтонским департаментом земледелия в 1890 году, число работ за период 1863—89 гг. равнялось 1554. Многие из них вышли отдельным изданием, но большинство опубликовано главным образом в журналах: «Prairie Farmer», «Annual Report of the Entomologist», «Amer. Assoc. Advanc. science», «Trans. S.-Louis Acad. science», «Biol. Soc. Washington», «Ann. Rep. Missouri Bot. garden», «Scientific American», «American Entomologist», «Insect Life» (последний основал и редактировал сам Райли). Более крупные работы перечислены в «Annales Soc. Entom. France», LXV, 1896, стр. 634—640.

## Опыты по биологическому контролю вредителей
Божья коровка Родолия (Rodolia cardinalis) является первым видом насекомых, успешно использованным для биологического контроля вредителей. Когда в 1880-х в Калифорнии случилась сильная вспышка численности червеца, поставившая фермеров, выращивавших апельсины, на грань разорения, Чарлз Валентайн Райли предположил, что можно попытаться найти естественного врага червеца и использовать его для уничтожения вредителя. 12 июня 1889 года было роздано 10 555 божьих коровок 228 садоводам. К 18 октября 1889 года коровки освободили плантации от червеца. Поставки апельсинов из округа Лос-Анджелес за год увеличились с 700 до 2000 вагонов. Родолия была названа чудом энтомологии.

## Труды
- «The Cotton Worm» (Вашингтон, 1880),
- «Hypermetamorphose» («Tr. Ас. St.-Louis», III, 1877),
- «Orthoptera» («Standart Nat. Hist.», II, 1884, Бостон),
- «Parasitic and predaceous Insects in applied entomology» («Ins. Life», VI, 1893),
- «Direction for collecting a. preserving Insects» («Bull. U. S. Mus.», № 39, part F), переведенное Ширяевым на русский язык в 1897 г. (СПб.),
- «Senses of insects» («Ins. Life», VII, 1894, и «Nature», LII, 1895).Страница из атласа «Бабочки восточных Соединённых Штатов и Канады». Авторы: Дэвис Уильям Моррис; Ховард, Л. О., ; Райли, Чарлз В., ; Скуддер, Сэмуэл; Уиллистон; Вудворт, Чарлз

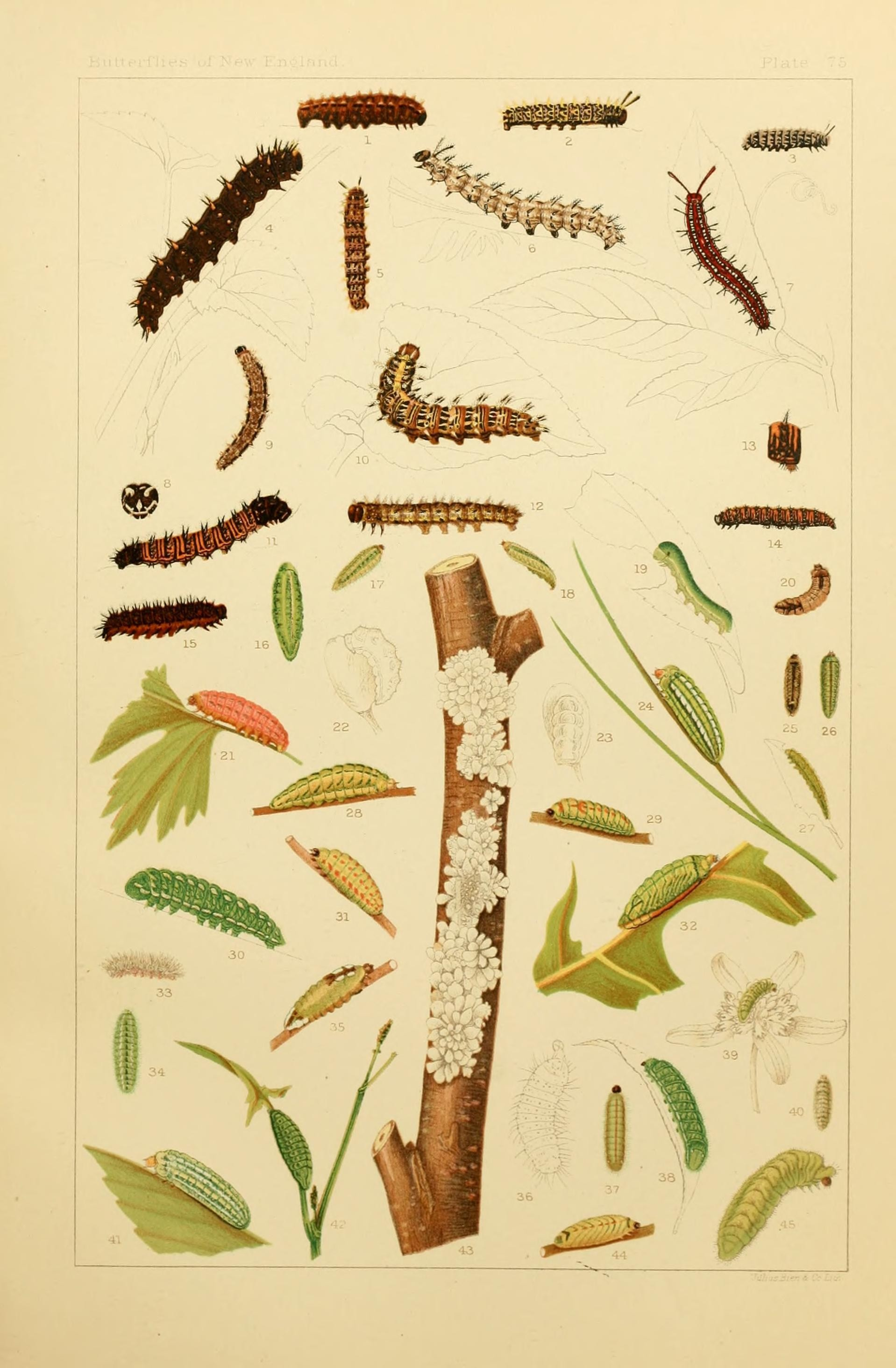
Страница из атласа «Бабочки восточных Соединённых Штатов и Канады». Авторы: Дэвис Уильям Моррис; Ховард, Л. О., ; Райли, Чарлз В., ; Скуддер, Сэмуэл; Уиллистон; Вудворт, Чарлз